# Із сьомого дна
«Із сьомого дна» — роман українських письменників Ярослави Бакалець і Ярослава Яріша, виданий 2010 року. Переможець конкурсу «Коронація слова 2010» у номінації «романи».

## Створення

Титульна сторінка книги "Із сьомого дна"

Премію «Коронації слова 2010» отримала лише одна авторка — Ярослава Бакалець, хоча коли згодом книжка вийшла друком, на обкладинці вказані обоє авторів: Ярослава Бакалець і її племінник Ярослав Яріш. Обоє зі села Ралівка (Самбірський район, Львівська область). Учителька української літератури Ярослава Бакалець зізналася, що на написання твору її надихнув роман Ліни Костенко «Берестечко». "Під час написання усієї цієї містики доводилось і хреститись, і молитись, щоб мене не переслідували демони з книги.",- Ярослав Яріш.

## Сюжет
Три чорти — Лихо, Біда та Недоля — опиняються в Україні періоду Руїни (роки після смерті Богдана Хмельницького). Їхнє завдання: занапастити якнайбільше душ і розпочати чвари серед простого народу та боротьбу за владу серед козацької старшини (Юрій Хмельницький, Іван Виговський, Іван Богун). Чорти спокушають людей владою, грошима, примушують заздрити, зраджувати й забувати про моральні принципи. Серед головних ідей книги: боротьба між Добром і Злом у душі кожної людини. У цього історичного роману є своя особливість, вона – у присутності містичних персонажів, посланців пекла, які активно втручаються у події, що за три з половиною сотні років нікуди не поділися, вони і далі вербують собі слухняних рабів серед нас, випробовують людей владою, спокушають грошима, примушують заздрити, зраджувати. 

## Відгуки
«Із сьомого дна» – книга-лаурет першої премії у номінації «Романи». Журі зазначає, що твір Ярослави Бакалець і Ярослава Яріша «зачарував своєю завзятою містичною боротьбою за Козацьку Україну». Письменники окремими персонажами виводять Лихо, Біду та Недолю як посланців пекла. І, гармонійно доповнюючи один одного, створюють фантастичне обрамлення для реальних історичних героїв – козаків, які оживають для боротьби із потойбіччям. Передмову до роману родинно-творчого союзу готувала письменниця Галина Пагутяк. Вона зазначила: «Кожен твір на історичну тематику має коріння в сучасності. Для мене це коріння прозирає в тому, як легко людина жертвує принципами заради грошей і влади, забуваючи, що основні моральні імперативи містяться в Божих заповідях».
Літературні знавці були вражені висвітленням.  Вічна тема добра і зла в романі «Із сьомого дна» набула шокуючого і гострого звучання, судячи з відгуків літературознавців. Письменниця і журналістка Галина Вдовиченко, перебуваючи під враженням від містики тексту, зазначила: «У цього історичного роману є своя особливість, вона – у присутності містичних персонажів, посланців пекла, які активно втручаються у події. Лихо, Біда та Недоля за три з половиною сотні років нікуди не поділися, вони і далі вербують собі слухняних рабів серед нас, випробовують людей владою, спокушають грошима, примушують заздрити, зраджувати».